# Мануильский, Дмитрий Захарович
Дми́трий Заха́рович Мануи́льский (укр. Дмитро Захарович Мануїльський; партийные псевдонимы — «Мефодий», «Фома», «Иван Безработный»; 21 сентября (3 октября) 1883, село Святец, Волынская губерния, Российская империя — 22 февраля 1959, Киев, УССР, СССР) — украинский советский политический деятель. Академик АН УССР (12 февраля 1945).

## Биография
Родился в семье православного священника. Старший брат М. З. Мануильского. Окончил Острожскую гимназию.
С 1903 года учился в Петербургском университете. В том же году стал членом РСДРП.
В 1905 году член коллегии агитаторов при Петербургском комитете РСДРП. В 1906 году — один из организаторов Кронштадтского, затем Свеаборгского вооружённого восстания; арестован и приговорён к ссылке; бежал из тюрьмы в Киев, где вошёл в комитет РСДРП. В 1910—1912 годах — в эмиграции во Франции, отзовист, входил в группу «Вперёд». В 1911 году окончил юридический факультет Сорбонны. В 1912—1913 годах нелегально вёл партийную работу в Петербурге и Москве, затем вновь эмигрировал во Францию.
В мае 1917 года вернулся в Россию, состоял в организации «межрайонцев», на 6-м съезде РСДРП(б) вошёл в партию большевиков. В октябре 1917 года член Петроградского ВРК; во время мятежа Керенского — Краснова был комиссаром Красного Села. С декабря 1917 член коллегии Наркомата продовольствия РСФСР. 11 февраля 1918 года назначен заместителем народного комиссара по продовольствию с предоставлением ему решающего голоса в Совете Народных Комиссаров в случае отсутствия наркома. В апреле 1918 года был направлен вместе с Х. Г. Раковским на Украину для переговоров с гетманским правительством Украины (заместитель председателя большевистской делегации), в результате которых 12 июня были подписаны условия прелиминарного мира. Некоторое время был близок к фракции так называемых федералистов КП(б)У.
В январе 1919 года был направлен с Арманд и Давтяном в качестве членов миссии Красного Креста во Францию, где был интернирован в Дюнкерке. После обмена был направлен на Украину: член Всеукраинского ревкома — в начале 1920 года; народный комиссар земледелия УССР в 1920—1921 годах, участник польско-советских мирных переговоров в Риге; секретарь ЦК КП(б)У — в 1921 году; редактор газеты «Коммунист»; член ЦК КП(б)У — с 1920 года.

С 1922 года работал в Коминтерне; с 1924 года член Президиума Исполкома Коминтерна (ИККИ), в 1928—1943 годах секретарь ИККИ, возглавлял делегацию ВКП(б) в ИККИ; на XVII и XVIII съездах партии выступал с отчётными докладами делегации ВКП(б) в ИККИ. В 1942—1944 годах работал в ЦК ВКП(б) и в Главном политическом управлении РККА.
С июля 1944 года заместитель председателя СНК УССР и народный комиссар иностранных дел УССР. В 1946—1953 заместитель председателя Совета Министров УССР. В апреле 1945 года возглавлял делегацию УССР на международной конференции в Сан-Франциско, которая оформила создание ООН, в 1946 — на Парижской мирной конференции. Возглавлял комитет по подготовке текста преамбулы и первого раздела Устава ООН — «Цели и принципы». Участвовал в работе первых четырёх сессий Генеральной Ассамблеи ООН.
В отчете о работе возглавляемой им делегации на учредительную конференцию ООН в Сан-Франциско, который Мануильский направил Хрущёву, отмечалось: «Свою роль украинская делегация видела в том, чтобы по основным вопросам, в которых кровно заинтересовано наше советское государство, всемерно поддерживать линию Союзной делегации. Но по второстепенным вопросам, как в обсуждении, так и при голосовании, занимать самостоятельную позицию. И эту линию поведения делегация проводила от начала конференции и до конца». С определённым удовлетворением Мануильский отмечал, что некоторые расхождения в позициях с союзной делегацией вызвали заинтересованность и недоумение участников конференции. А украинская поддержка предложений американцев назвать организацию «Организация Объединённых Наций» привела к тому, что американская делегация публично выразила благодарность украинской делегации «за это исключительное понимание психологии американского народа».
Автор многих работ по вопросам стратегии и тактики международного рабочего и коммунистического движения, воспоминаний о В. И. Ленине.
Делегат X—XIX съездов партии. Кандидат в члены ЦК РКП(б) (1922—1923), член ЦК ВКП(б) (1923—1952). Делегат 2—7-го конгрессов Коминтерна; член ИККИ с 3-го конгресса (1921). Член ЦИК СССР. Депутат Верховного Совета СССР 2—3-го созывов.
С 1953 года — персональный пенсионер. Умер и похоронен в Киеве.

## Награды
- 3 ордена Ленина (03.10.1943; 23.01.1948; 14.10.1953)
- орден Красной Звезды
- медали

## Память
В 1959 году память о Мануильском были переименованы село Святец и Теофипольский район Хмельницкой области. Исторические названия возвращены соответственно в 1991 и 1962 годах.

### Памятник в Киеве
1 ноября 1966 года в Киеве, на пересечении Липской и Институтской улиц, был открыт памятник Мануильскому. Авторы монумента народные художники Украинской ССР М. К. Вронский и А. П. Олейник, архитекторы Мусий Катернога и Яков Ковбаса. Памятник исполнен в виде бронзовой полуфигуры на постаменте из гранита, высота — 5,1 м.
Табличка на постаменте памятника гласит: «Выдающийся деятель Коммунистической партии Советского государства и международного коммунистического движения Дмитрий Захарович Мануильский».
22 февраля 2014 года памятник был сброшен с постамента и облит краской.